# História da mineração no Brasil
A história da mineração no Brasil como atividade socioeconômica começa no século XVII, com as expedições chamadas entradas e bandeiras que vasculharam o interior do território em busca de metais valiosos (ouro, prata, cobre) e pedras preciosas (diamantes, esmeraldas). Já no início do século XVIII (entre 1709 e 1720) estas foram achadas no interior da Capitania de São Paulo (Planalto Central e Montanhas Alterosas), nas áreas que depois foram desmembradas como Minas Gerais, Goiás e Mato Grosso.
A descoberta de ouro, diamante e esmeraldas nessa região provocou um afluxo populacional vindo de Portugal e de outras áreas povoadas da colônia, como São Paulo de Piratininga, São Vicente e o litoral nordestino. Já de início, o choque na corrida pelas minas levou a um conflito entre paulistas e outros (Guerra dos Emboabas).
O país passou por sensíveis transformações econômicas em função da mineração. Um novo pólo econômico cresceu no Sudeste, relações comerciais inter-regionais se desenvolveram, criando um mercado interno e fazendo surgir uma vida social essencialmente urbana. A camada média, composta por padres, burocratas, artesãos, militares, mascates e faisqueiros, ocupou espaço na sociedade.
As minas propiciaram uma diversificação relativa dos serviços e ofícios, tais como comerciantes, artesãos, advogados, médicos, mestre-escolas entre outros. No entanto foi intensamente escravagista, desenvolvendo a sociedade urbana às custas da exploração da mão de obra escrava. A mineração também provocou o aumento do controle do comércio de escravos para evitar o esvaziamento da força de trabalho das lavouras, já que os escravos eram os únicos que trabalhavam.
Apesar de modificar a estrutura econômica, manteve a estrutura de trabalho vigente, beneficiando apenas os ricos e os homens livres que compunham a camada média. Outro fator negativo foi a falta de desenvolvimento de tecnologias que permitissem a exploração de minas em maior profundidade, o que estenderia o período de exploração (e consequentemente mais ouro para Portugal).
Assim, o eixo econômico e político se deslocou para o  centro-sul da colônia e o Rio de Janeiro tornou-se sede administrativa, além de ser o porto por onde as frotas do rei de Portugal iam recolher os impostos. A cidade foi descrita pelo padre José de Anchieta como "a rainha das províncias e o empório das riquezas do mundo", e por séculos foi a capital do Brasil.

## Diamantes

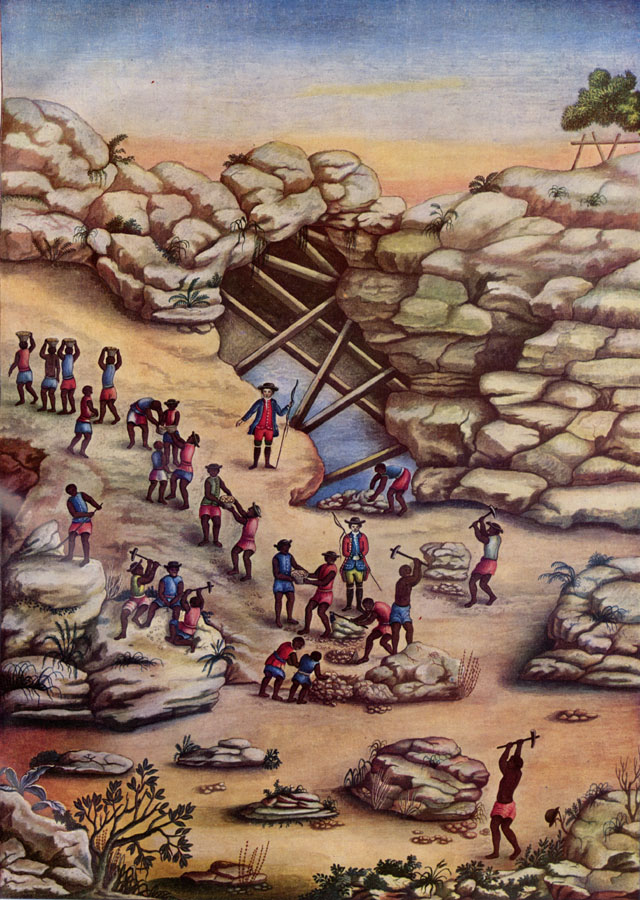
Mineração de diamantes, Carlos Julião. c. 1770

Os primeiros diamantes no Brasil foram encontrados por volta de 1729 na região do rio Jequitinhonha, tendo logo despertado a atenção da Coroa Portuguesa. A primeira legislação visando regulamentar a sua exploração foi o Regimento dos Superintendentes e Guardas-mores das Terras Minerais, comum a toda a região. Esse regulamento genérico despertou viva resistência entre os mineradores e, em termos fiscais, mostrou-se ineficaz com relação aos diamantes, cujas características (pequenas dimensões e elevado valor) incentivavam a sua ocultação e contrabando.
O seu principal centro produtor foi o Arraial do Tijuco (atual Diamantina), na Comarca do Serro do Frio, marcado, além do seu natural isolamento geográfico, pela severidade da igualdade legislação diamantífera – materializada, por exemplo no chamado "Livro da Capa Verde" - e pelo rigor da fiscalização da Metrópole. Em 1734  ali foi instituída a Intendência dos Diamantes. No ano seguinte (1735), a extração foi proibida por cinco anos, até que se encontrasse uma maneira mais eficaz de controle por parte da Coroa, e, principalmente, até que se recuperassem os preços internacionais do quilate, abalados pela abundância da oferta.
Superada esta fase inicial, institui-se, em 1740, o sistema de arrematação por contratos, que perdurou até 1771. Os historiadores indicam que, entre 1740 e 1770, foram extraídos mais de 1.666.569 quilates, levando à queda, em 02%, do preço dos diamantes no mercado mundial.
A partir de 1771, foi criada a Real Extração, sob controle direto da Coroa. Este sistema perdurou até mesmo depois da Independência do Brasil (1822), sendo a Real Extração extinta por Decreto apenas em 1832. Estima-se que neste período, até 1810, cerca de três milhões de quilates foram extraídos.

## Decadência da mineração no período colonial
Conforme a Enciclopédia Delta de História do Brasil (1969), durante o período colonial, sempre houve um grande produto que era o centro da economia, como o ouro, e, antes dele, o açúcar. Após o fim do ciclo do ouro, faltava ao Brasil um grande produto para preencher a lacuna deixada pelos metais preciosos. Esse vácuo — o período do renascimento agrícola — gerou uma crise econômica que só teria fim mais tarde com a ascensão do café. Durante a crise, o poder aquisitivo da população caiu drasticamente.
Nada ficou, no solo brasileiro, do impulso dinâmico do ouro, salvo os templos e as obras de arte. Em fins do século XVIII, embora ainda não se tivessem esgotado os diamantes, o país estava prostrado. A renda per capita dos 3 milhões de brasileiros não superava os 50 dólares anuais no atual [década de 1970] poder aquisitivo, segundo os cálculos de Celso Furtado, e este era o nível mais baixo de todo o período colonial.— Galeano, Eduardo (29 de setembro de 2010). As veias abertas da América Latina. [S.l.]: L&PM Editores

## Esforço para a recuperação da produtividade
Sendo assim, os administradores do território brasileiro procuraram tomar medidas para recuperar a produtividade dessa atividade. Nesse sentido, destaca-se Dom Rodrigo de Sousa Coutinho que, através do Alvará de 3 de maio de 1803, baixou os impostos cobrados de ⅕ do produzido para apenas 1/10. Além disso, será concedida permissão para que os garimpeiros pagassem suas dívidas com penhoras de escravizados. No entanto, o que mais o preocupava era o atraso da tecnologia empregada pelos brasileiros na mineração. Por isso, ele requisitou ao Barão Guilherme von Eschwege, em 1811, um estudo sobre o estado da mineração no Brasil.
O barão, em suas viagens, identificou que além do atraso tecnológico os garimpeiros brasileiros demonstraram pouca aceitação pelas práticas mais avançadas. Por conta disso, em 1817 ele convence as autoridades que era necessário a regulamentação de sociedades acionárias na área de mineração, de forma que, a extração fosse feita de uma forma mais profissional.
O próximo passo para a mineração no Brasil veio com a própria independência do Brasil. Afinal, a partir de 1822 passou a ser permitida a entrada de sociedades acionárias estrangeiras, especialmente britânicas, que introduziram novas práticas mais eficientes de extração. 